# Erich Möller
Erich Möller (* 3. Mai 1905 in Hannover; † 24. Mai 1964 in Bad Harzburg) war ein deutscher Bahnradsportler und Steher-Weltmeister.

## Leben

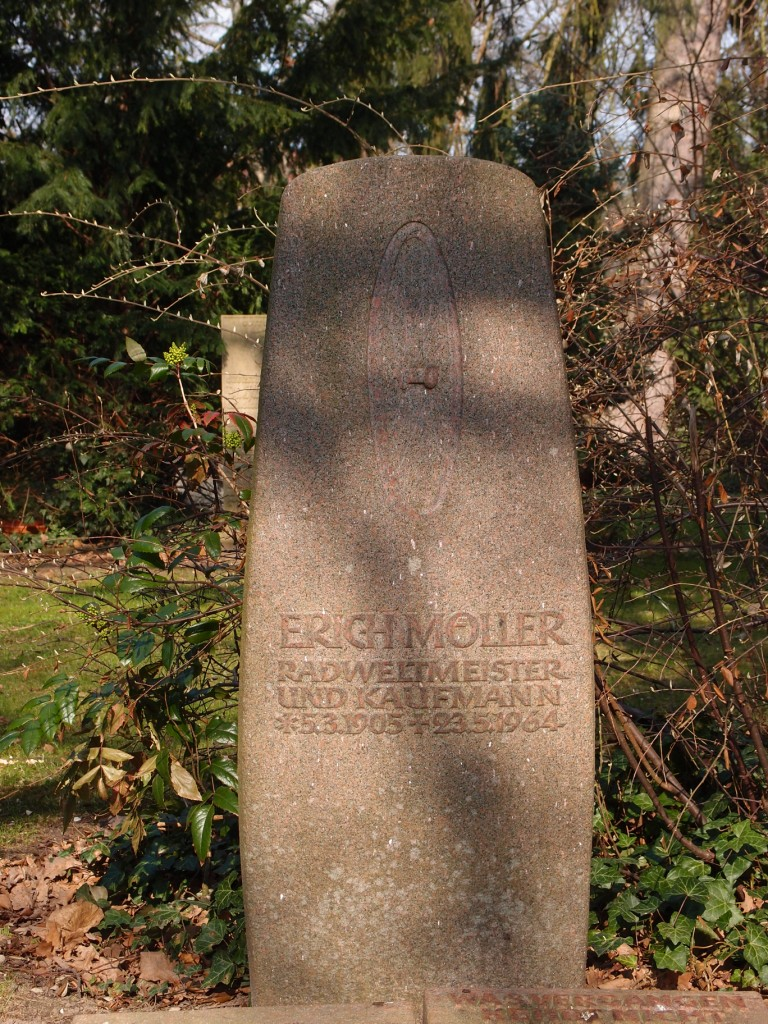
Grab von Erich Möller auf dem Stadtfriedhof Engesohde in Hannover

Mit 14 Jahren sah Erich Möller sein erstes Radrennen in Hannover, das vom RV Zugvogel Hannover organisiert worden war. Kurz danach trat er selbst dem Verein bei und begann mit dem Radsport. Sein erstes Rennen fuhr er mit 15 Jahren auf einem alten, selbst umgebauten Rad und wurde Dritter. 1921 fiel der begabte junge Sportler dem Hannoveraner Sportjournalisten Heinrich Jeier auf, der sich seiner annahm und ein Trainingsprogramm für ihn aufstellte.
1922 wurde Möller im Alter von 17 Jahren überraschend Dritter bei den Deutschen Straßen-Radmeisterschaften; das Ziel befand sich nach 316 Kilometern auf der Radrennbahn von Hannover, wo Möller begeistert vom heimischen Publikum gefeiert wurde. 1923 siegte er bei Rund um Berlin der Amateure. Im Jahr darauf gelang ihm der Gewinn des deutschen Titels in Frankfurt, zudem siegte er bei kleineren Straßenrennen wie Rund um Bonn.
Im Jahre 1925 entschied sich Erich Möller für den Stehersport, drei Jahre später wie auch 1932 wurde er deutscher Meister in dieser Disziplin, 1931 wurde er Vize-Meister. 1930 wurde er in Brüssel Weltmeister der Profi-Steher, 1931 in Kopenhagen Zweiter und im Jahr darauf in Rom WM-Dritter.
1937 trat Möller vom Radsport zurück, eröffnete mehrere Fahrradgeschäfte und später eine beliebte Milchbar in Hannover. Nach dem Zweiten Weltkrieg produzierte er eigene „Möller“-Fahrräder. Zudem initiierte und unterstützte er Radsportveranstaltungen, u. a. Sechstagerennen in Hannover, und war auch als Funktionär tätig. 1948 war er der erste Präsident des wiedergegründeten Verbandes Deutscher Radrennveranstalter nach dem Krieg.
1946 organisierte Möller deutsche Straßenmeisterschaften in Hannover. Im Zuge der Vorbereitungen kam es zum Streit mit dem Berliner Funktionär Fredy Budzinski, der daraufhin die Behauptung verbreitete, Möller sei Mitglied der NSDAP gewesen und habe zu seiner, Budzinskis, Entlassung beim Verbands-Organ Die Bundeszeitung im Jahr 1933 beigetragen. Diese Vorwürfe ließ Budzinski später fallen.